# Părvomaj
Părvomaj (búlgaro:Първомай) é uma cidade da Bulgária, localizada no distrito de Plovdiv. A sua população era de 13,984 habitantes segundo o censo de 2010.

## População
| Părvomaj | Părvomaj | Părvomaj | Părvomaj | Părvomaj | Părvomaj | Părvomaj | Părvomaj | Părvomaj | Părvomaj | Părvomaj | Părvomaj | Părvomaj | Părvomaj | Părvomaj | Părvomaj | Părvomaj | Părvomaj | Părvomaj | Părvomaj |
| --- | -------- | -------- | -------- | -------- | -------- | -------- | -------- | -------- | -------- | -------- | -------- | -------- | -------- | -------- | -------- | -------- | -------- | -------- | -------- |
| Ano | 1887     | 1910     | 1934     | 1946     | 1956     | 1965     | 1975     | 1985     | 1992     | 2001     | 2002     | 2003     | 2004     | 2005     | 2006     | 2007     | 2008     | 2009     | 2010     |
| População |          |          |          | 5,050    | 7,894    | 10,178   | 16,595   | 17,095   | 16,809   | 15,370   | 15,266   | 15,179   | 15,017   | 14,947   | 14,800   | 14,714   | 14,375   | 14,169   | 13,984   |
| Fontes: Instituto Nacional de Estatísticas, „citypopulation.de“, „pop-stat.mashke.org“, Bulgarian Academy of Sciences |          |          |          |          |          |          |          |          |          |          |          |          |          |          |          |          |          |          |          |